# 糸魚川藩
糸魚川藩（いといがわはん）は、越後国頸城郡糸魚川（現在の新潟県糸魚川市）を居所とした藩。
江戸時代前期には、越後国の大半を治めた高田藩の重臣が清崎城を居城として糸魚川地域を治めた。独立した大名領（藩）が成立したのは17世紀末である。1711年、越前松平家支流（清崎松平家）が1万石で入封し、版籍奉還に至った。松平家は定府の大名で、糸魚川陣屋を設けて知行地を統治したが、明治初年に藩庁を清崎城跡に移し、藩名を清崎藩（きよさきはん）と改めた。
本記事では廃藩後に置かれた清崎県（きよさきけん）についても言及する。

## 歴史

### 前史
糸魚川は北陸道が通過するとともに千国街道（信州街道、塩の道）の起点となる、軍事と交通の要衝であった。姫川支流の根知川が形成する根知（禰知）谷は信越国境の要地であり、大規模な山城である根知城が築かれた。

#### 堀家の重臣たち
豊臣政権下に堀秀治が春日山城主となり越後に入国すると（高田藩参照）、堀正家が糸魚川地域に配置され、根知城主となった。2代目の城主となった堀政重のとき、上杉遺民一揆によって根知城は被害を受け、3代目城主の堀清重は清崎城を築城して移ったという（ただし、秀治入封時に堀清重が根知城に入ったとする記載もある）。清崎城への移転時期は、慶長6年（1601年）とも慶長11年（1606年）ともいう。

#### 松平忠輝の家老・松平信宗家
慶長15年（1610年）、堀家に代わり松平忠輝（長沢松平家当主）が越後国を治めることとなり、福嶋城に入った。糸魚川には家老の松平信宗・信直父子が入り、1万6500石（2万石とも）を与えられた。しかし元和2年（1616年）に松平忠輝は改易され、その所領は収公された。

#### 松平忠昌附家老・稲葉正成
元和4年（1618年）、松平忠昌（結城秀康の次男）が高田藩主となった。美濃国で1万石を治めていた稲葉正成が忠昌に附属されて家老となり（御附家老）、清崎城主となった。
『寛政譜』によれば、正成は越後国糸魚川で1万石を加増され、知行は旧領と合わせて2万石となったとある。正成の美濃国内の所領が残ったようにもとれる記載であるが、実際には翌元和5年（1619年）にその大部分が尾張藩領に組み込まれていることが確認される（十七条藩参照）。稲葉正成を与力大名とみなし、「糸魚川藩」に移されたとの見方もあるが、正成は陪臣であって藩主とは言えないとされる。
元和9年（1623年）、越前北庄藩主であった松平忠直（結城秀康の長男）が改易され、翌寛永元年（1624年）に弟である忠昌が越前国に移されることとなった。この際、正成は忠昌に従わず江戸に退去し、息子である稲葉正勝（常陸柿岡藩主）の知行地に蟄居した。

#### 松平光長の家老・荻田氏三代
忠昌と入れ替わる形で、松平忠直の長男・松平光長が高田藩主となった。光長の時代には家老の荻田氏（荻田長繁・長磐・本繁の3代）に1万4000石を与え、清崎城代としている。
延宝9年（1681年）、越後騒動によって光長は改易された。騒動の責任者の一人とされた荻田本繁は八丈島に流され、清崎城は破却された。

### 有馬家の時代
元禄4年（1691年）、日向延岡藩から有馬清純（肥前有馬家）が5万石で入った。これにより初めて糸魚川藩が成立したとみなされる。
有馬清純の転封は、前年の元禄3年（1690年）に延岡藩領での苛政が原因で発生した百姓の集団逃散（山陰・坪谷村一揆）を咎められたもので、城主大名から無城大名への降格である。表高の上では大きな減封ではなかったものの、寒冷地の糸魚川では収入に減少があったらしく、元禄5年（1692年）には諸士114人を含め279人の士分に永暇を与えている。
元禄8年（1695年）5月、有馬清純は越前丸岡藩へ移封された。これにより清純は城主大名への復帰を果たした。ただし、丸岡は表高の割に耕地も少なく、農地の生産性が低い土地であり、有馬家はさらなる藩士削減を行うことになる。旧糸魚川藩領はふたたび幕府領となった。

### 本多家の時代
元禄12年（1699年）、本多助芳が出羽村山藩より1万石で入り、糸魚川陣屋を置いた。享保2年（1717年）に助芳は信濃飯山藩へ転出した。

### 清崎松平家の時代
享保2年（1717年）、本多家に代わって清崎松平家の松平直之が1万石で入った。この清崎松平家は、福井藩主松平光通（松平忠昌の次男）の子・直堅を祖とする系統である。松平直堅は光通の唯一の男子であるにもかかわらず側室の子であったために家中の反対があり福井藩を継げず、これを哀れんだ幕府によって賄料1万俵が与えられ、以降代々定府で日向守を名乗っていたが、ここにおいて所領を与えられることになったのである。
糸魚川藩は享保末期から財政悪化が始まる。しかもそれに連鎖するように天災が相次いで財政は火の車となった。このため、藩は新税の設置や増税を行なったが、それが原因でさらなる領民の憤激を買う。
この事態打開のために文化11年（1814年）に重臣による改革が行なわれたが、この改革は農民からの搾取が主という根本的な解決策が無かったために失敗。そして文政2年（1819年）、遂に郡代・黒川九郎治の苛酷な御用金徴収に対して領民の怒りが爆発し、黒川騒動が起こった。おまけにペリー来航による海防問題によってさらに支出が増大し、財政難はいよいよ深刻なものとなった。
第7代藩主・松平直廉は安政の大獄で家督を追われた松平慶永に代わって福井松平家を継ぐこととなる。このため、播磨明石藩から松平直静が第6代藩主・松平直春の養嗣子となって糸魚川藩の家督を継いだ。
明治2年（1869年）、版籍奉還により松平直静は藩知事に任命され、管轄地の糸魚川に入った。藩庁を清崎城跡に定め、藩名を清崎藩に改めた。同年は巳年の困窮とまで言われて林騒動や二歩金騒動が起こった。

### 清崎県
明治4年（1871年）7月14日、廃藩置県により清崎藩は廃され、清崎県が置かれた。同年11月20日、清崎県は柏崎県に編入された。

## 歴代藩主

### 有馬家
外様 5万石
1. 有馬清純

### 本多家
譜代 1万石
1. 本多助芳

### 清崎松平家
親藩 1万石
1. 松平直之
2. 松平直好
3. 松平堅房
4. 松平直紹
5. 松平直益
6. 松平直春
7. 松平直廉 後に越前福井本藩を継ぎ、茂昭（もちあき）と改める。
8. 松平直静

## 幕末の領地
- 越後国
  - 頸城郡のうち - 54村
  - 魚沼郡のうち - 27村